# Distrito de Ticrapo
El Distrito peruano de Ticrapo es uno de los 13 distritos de la Provincia de Castrovirreyna, ubicada en el Departamento de Huancavelica, en la zona de los andes centrales del Perú.
Desde el punto de vista jerárquico de la Iglesia católica, forma parte de la Diócesis de Huancavelica.

## Historia
Se crea la Provincia de Castrovirreyna y los Distritos de Ticrapo, Aurahuá y Ocoyo con Ley Reg. No 344 del Congreso Nacional Regional del Centro el 6 de septiembre de 1920, rubricada por el presidente Augusto Leguía.

## Geografía
La población total en este distrito es de 2 004 personasy tiene un área de 187 km².

## Capital
Su capital es el pueblo de Ticrapo y sus anexos, pueblos, caseríos y haciendas son Corusa, Hacienda Curusa de propiedad de la Familia Posso, Chacaro, Hacienda Chacaro propiedad de la Familia Posso, Chivincure, Hacienda Chivincuri propiedad de la Familia Posso, Hacienda Sietepiscana propiedad de la Familia Saavedra, Chacoya, Ccochapata, Tranca, Apías, Fundición, Patahuasi, Marcopuero, Tunasa, Pampablanca, Pallhuano, Santuario, Juan de Loza e Higosmonte.

## Autoridades

### Municipales
- 2019 - 2022[4]
  - Alcalde: Sonia Margoth Balvin Acevedo, del Movimiento Independiente Trabajando para Todos.
  - Regidores:

  1. Guillermo Martínez Colquepisco (Movimiento Independiente Trabajando para Todos)
  2. Adolfo Cosman Guerra Martínez (Movimiento Independiente Trabajando para Todos)
  3. Luis Alberto Pisconte Andia (Movimiento Independiente Trabajando para Todos)
  4. Dioverta Nenna Meza Escobar (Movimiento Independiente Trabajando para Todos)
  5. Roque Acevedo Fernández (Movimiento Regional Ayni)

Alcaldes anteriores
- 2013 - 2014:[5] Wildo Wilber Bendezú Medina, Movimiento independiente Trabajando Para Todos (TPT).
- 2011 - 2012: Andrés Salazar Quispe,  Movimiento independiente Trabajando para Todos.
- 2007 - 2010: Jaime Ledgard Acevedo Vergara,[6] Movimiento independiente Trabajando para Todos.

### Policiales
- Comisario: ALFZ PNP Wualner Ernesto FARROÑAY GOMEZ.